# Segundo Triunvirato (Antigua Roma)
El Segundo Triunvirato fue una alianza por cinco años realizada entre Marco Antonio, César Octavio y Marco Emilio Lépido, tras el vacío de poder originado por el asesinato de Julio César. El 11 de noviembre de 43 a. C. se produce la entrevista de Bolonia, de la que sale el Segundo Triunvirato (43-31 a. C.). El 23 de noviembre de 43 a. C., con la Ley Titia se hace oficial dicho pacto, se limita su vigencia a cinco años, y se procede al reparto territorial:
- La mitad oriental del territorio romano (Grecia y Asia) para Marco Antonio.
- La mitad occidental del territorio romano (Galia Narbonense e Hispania) para Octavio.
- África para Lépido
- Las islas de Sicilia, Cerdeña y Córcega, que habían sido asignadas a Octavio, resistían bajo control de Sexto Pompeyo durante el principio del triunvirato.

A comienzos del año 37 a. C., Augusto y Marco Antonio renovaron sus poderes triunvirales por un periodo de cinco años sin la mediación de un plebiscito.
La denominación oficial de este triunvirato era Triumviri Rei Publicae Constituendae Consulari Potestate (en español: Triunvirato para la Constitución de la República con Poder Consular; abreviado en latín como: III VIR RPC). El poder con el que contaban los triunviros era muy superior al que poseían todos los demás hombres de estado juntos, dándoles una increíble libertad de acción y decisión en la política Romana. Su poder era prácticamente ilimitado, siendo el margen de cinco años el único freno o "control" a su mando, aunque de todas maneras, este podía ser renovado (como así fue en su momento). Si bien los integrantes del triunvirato poseían un poder superior al consulado, como su mismo nombre indica, estos también serían designados como Cónsules, lo que no deja de ser algo irónico.

## El Pacto de Bolonia

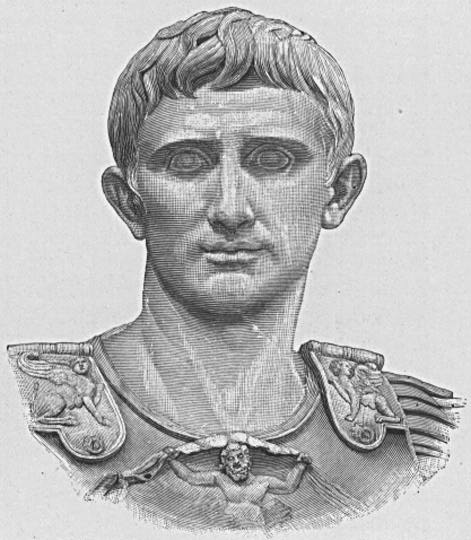
Octaviano, sobrino nieto de César.

Después de la muerte de Julio César, Marco Antonio expulsó a sus asesinos Casio y Bruto a Grecia y se hizo con el poder. Sin embargo no contaba que César nombraría como sucesor suyo a su sobrino nieto Octaviano. Este regresó a Roma en mayo del 44 a. C. a hacer valer su título de sucesor, pero Marco Antonio lo ignoró.
El Senado, que odiaba a Marco Antonio, reconoció el mando supremo que Octaviano reclamaba y le encargó la tarea de derrotarlo. Sin embargo, el sobrino nieto de César sabía que el Senado solo deseaba usarlo para acabar con Marco Antonio y luego le despreciaría también a él, por lo que en secreto se reunió con Marco Antonio en una isla fluvial cerca de Bolonia. Los dos acordaron que junto con Lépido, se enfrentarían al partido senatorial y le impondrían sus decisiones.
Los tres comandantes regresaron triunfantes a Roma donde revelaron una cláusula secreta de su pacto: los principales miembros de los optimates debían desaparecer de la actividad política. Una lista de trescientos senadores y dos mil caballeros condenados a muerte fue publicada y el primero de la lista no era otro que el famoso orador Cicerón. Los bienes de los proscritos fueron repartidos entre los ejecutores y los partidarios del Senado sufrieron un terrible golpe, pero estos todavía poseían un ejército poderoso en Grecia, bajo las órdenes de Bruto y Casio.
Marco Antonio y Octaviano partieron a Macedonia a vengar la muerte de César y derrotaron a Casio y Bruto en la batalla de Filipos en el 42 a. C. A continuación los triunviros se repartieron Roma. Marco Antonio, el hasta el momento indiscutible líder, se apoderó de las ricas provincias del Oriente, mientras que a Octaviano le tocó la endeudada Italia y las provincias de Occidente. A Lépido le entregaron las provincias africanas.

## Fin del triunvirato
Mientras que Octavio se enfrentaba continuamente en Roma a disturbios y a reclamos de todos los sectores del país, Marco Antonio vivía una vida lujosa y despreocupada en el rico Egipto junto a la reina Cleopatra.

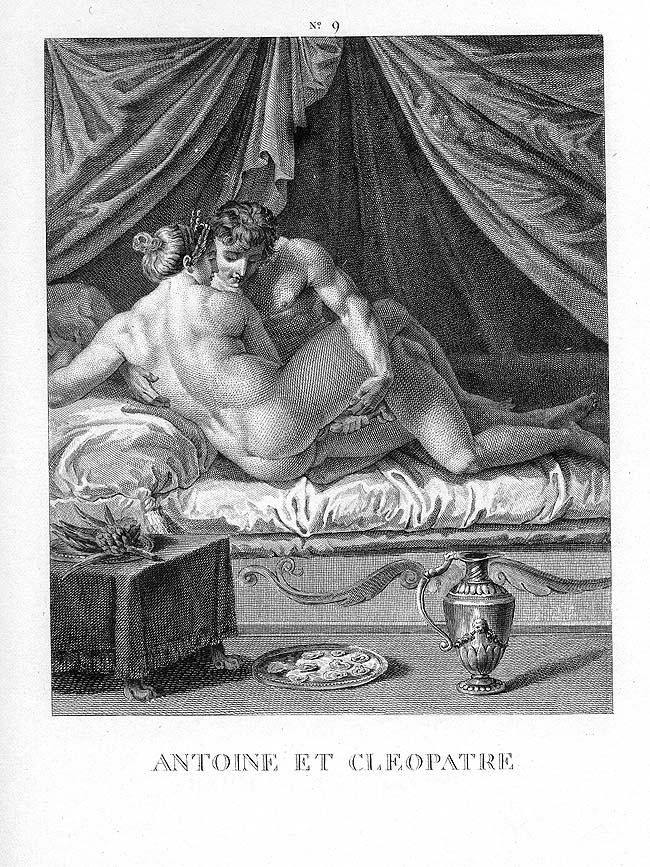
Marco Antonio y Cleopatra.

Octavio, consciente de que Marco Antonio aún era poderoso en Roma, intentó por todos los medios mantener buenas relaciones con él, incluso llegó a perdonar a su hermano Lucio Antonio, que había tratado de favorecer a Marco Antonio durante el triunvirato, y le entregó a su hermana Octavia como esposa. Octavio logró derrotar uno por uno a todos sus enemigos políticos, y logró tranquilizar tanto al pueblo llano (plebeyos y libertos)  como a la nobleza. Además con la ayuda de su amigo Agripa, logró derrotar a Sexto Pompeyo que dificultaba la entrega de cereales a Roma, lo que originó una opinión pública favorable hacia él. En el año 36 a. C. Octavio le quitó las provincias africanas a Lépido y lo apartó de la vida política. Finalmente Octavio había asegurado su posición como señor de occidente y empezó a preparar el panorama político y militar para su inminente ruptura con Marco Antonio.
Marco Antonio facilitó las cosas a Octavio; empezó a sufrir derrotas en las batallas y repudió a Octavia para casarse con Cleopatra. Octavio era un maestro de la propaganda política y volcó la opinión en Roma completamente en contra de Cleopatra.
En el 31 a. C. el Senado romano, controlado por Octavio, declaró que Marco Antonio se había convertido en enemigo público y declaró la guerra a Cleopatra.
En la batalla de Accio (31 a. C.) los dos bandos se enfrentaron, Marco Antonio y Cleopatra fueron derrotados y se suicidaron poco tiempo después. De esta manera Octavio pasó a llamarse Augusto y se convirtió en el primer emperador romano.